# Provenienzprinzip
Das Provenienzprinzip (von lateinisch provenire, „herkommen“) ist ein archivisches Ordnungsprinzip und bildet die Grundlage für die Ordnung und Erschließung von Archivgut – seltener auch Bibliotheksgut – nach Herkunft und Entstehungszusammenhängen.
Das Prinzip, Archivalien nach ihrer Provenienz (also ihrer Entstehung/Herkunft) von einem Registraturbildner, z. B. einer Behörde, zu Beständen zusammenzufassen, wurde schon ab 1770 von Philipp Ernst Spieß theoretisch erarbeitet und im geheimen Hausarchiv des Markgraftums Brandenburg-Kulmbach-Bayreuth auf der Plassenburg angewandt. Es hat sich jedoch erst im 19. Jahrhundert im Archivwesen stärker verbreitet und letztlich in den meisten Archiven Mitteleuropas durchgesetzt. Im Geheimen Staatsarchiv in Berlin wurde das Provenienzprinzip 1881 unter Heinrich von Sybel eingeführt.
Im Bibliothekswesen herrscht dagegen das Pertinenzprinzip vor, das Schriftgut nach Themenfeldern (Sachverhalten, Ereignissen, Territorien und/oder Personen) ordnet. Diese Systematiken werden in Realkatalogen verzeichnet. Das Provenienzprinzip wird in Bibliotheken nur zum Beispiel bei Schenkungen oder dem Ankauf ganzer Sammler-, Gelehrten- oder Spezialbibliotheken angewendet, indem diese Sammlungen geschlossen aufbewahrt und nicht in den allgemeinen Bestand der Bibliothek einsortiert werden.
Der archivarische Gegenbegriff sind Sammlungs- und Selektbestände. In diesen werden Archivalien verwahrt, die von unterschiedlicher Provenienz sind, jedoch aus praktischen Erwägungen zusammengeführt wurden (z. B. Karten, Pläne, Fotos oder Zeitungsausschnitte).